# Rivista internazionale di scienze sociali
La Rivista internazionale di scienze sociali e discipline ausiliari, fondata a Padova nel 1893, è una rivista accademica italiana di economia e sociologia dell'Università Cattolica del Sacro Cuore.

## Storia
Negli ultimi anni del XIX secolo i cattolici erano ai margini del dibattito filosofico e scientifico nazionale. Si erano infatti da poco spente le eco delle scuole rosminiane e delle scuole giobertane (1860-1870).
Nel 1889, due anni prima dell'enciclica Rerum Novarum, Giuseppe Toniolo (1845-1918), docente di economia politica presso l'Università di Pisa, il maggior teorico della sociologia cattolica italiana del tempo, aveva dato avvio a Padova, all'Unione Cattolica per gli studi sociali con l'intento di ridare voce ai cattolici nel campo della ricerca delle scienze sociali.
Nel 1893 l'Unione Cattolica per gli Studi Sociali fondò a Padova, sotto la direzione di monsignore Salvatore Talamo, legato alla filosofia tomistica e dello stesso Toniolo, la nuova pubblicazione.
Nel presentare la Rivista internazionale di scienze sociali, Giuseppe Toniolo si rivolse a quegli uomini "profondamente cattolici, i quali facciano professione di un'intera subordinazione della scienza alla fede e di docile e incondizionata obbedienza al magistero o all'autorità della Chiesa".
Tema ricorrente della Rivista internazionale e dei suoi collaboratori, E. Agliardi, G. De Sanctis. A. Mauri, A. Ratti (il futuro papa Pio XI), Giovanni Semeria, è la "ricostruzione organica dell'intera società" secondo un finalismo religioso convinto del primato del cristianesimo tanto nella vita individuale quanto in quella sociale. Contro l'ideologia marxista, e in armonia con i dettami della Rerum Novarum.
La rivista, che ha attraversato varie vicissitudini, continua ad essere tuttora pubblicata dall'Università Cattolica di Milano.